# Ołtarz Świętej Krwi

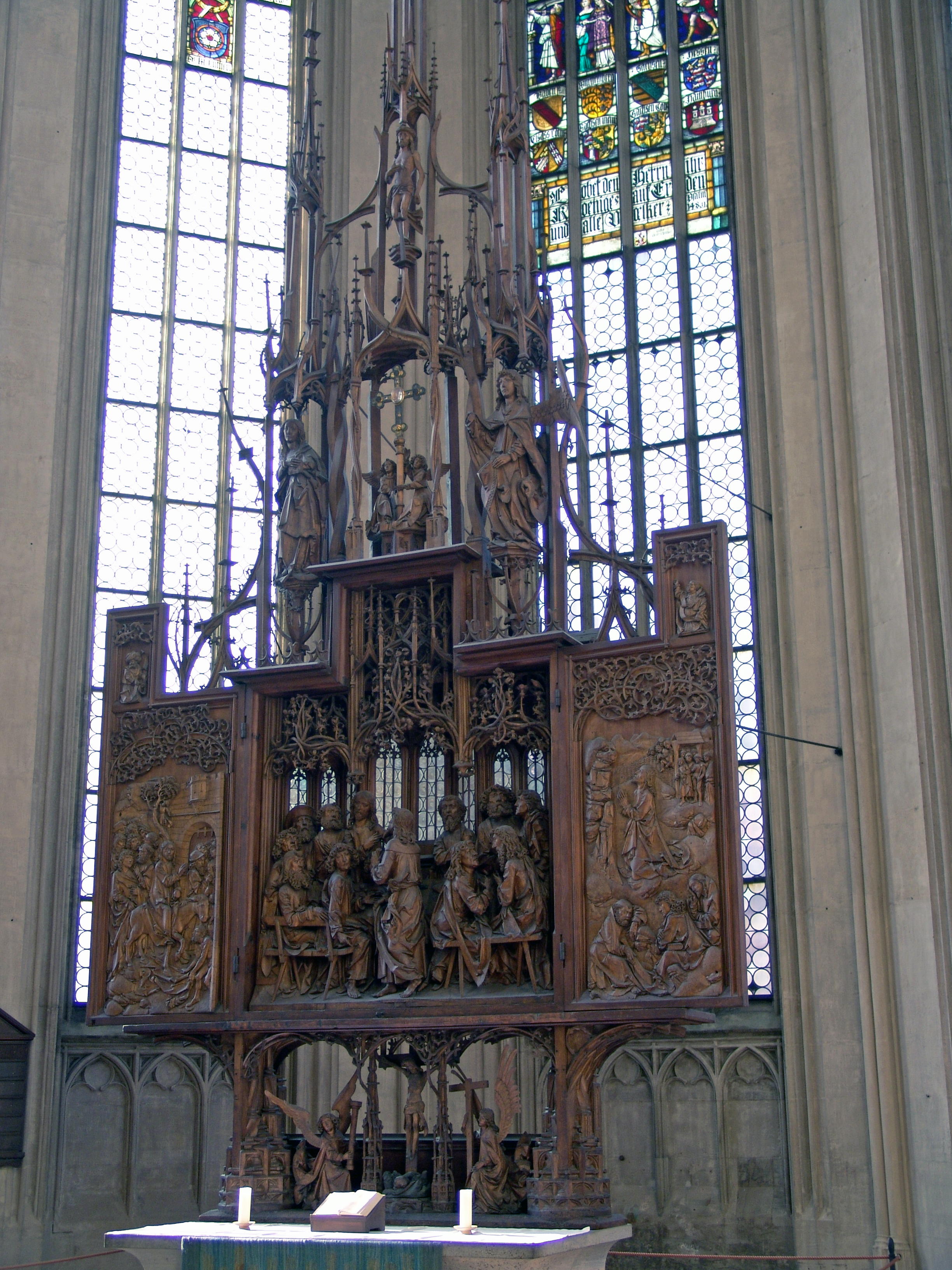
Ołtarz Świętej Krwi – widok ogólny

Ołtarz Świętej Krwi (Heiligblutaltar) – ołtarz główny w kościele św. Jakuba w
Rothenburg ob der Tauber, przykład późnogotyckiej rzeźby z początku XVI w. Elementy rzeźbiarskie są dziełem Tilmana Riemenschneidera, niemieckiego rzeźbiarza działającego we Frankonii (część obecnej Bawarii). Spośród licznych w jego oeuvre realizacji artystycznych, jest jednym z ważniejszych i największych dzieł rzeźbiarza. Elementy stolarskie dzieła przypisuje się Erhardowi Hauscherowi.

## Dzieje ołtarza
Zanim powstał obecny ołtarz, ok. 1270 roku do głównej fary frankońskiego Rothenburga sprowadzono relikwie Krwi Chrystusa. Przez całe średniowiecze, kiedy kult relikwii był wyjątkowo silny, cenna pamiątka po Chrystusie stała się celem licznych pielgrzymek, zwłaszcza regionalnych. Cuda, jakich doświadczali pielgrzymi, i liczne odpusty uczyniły kościół św. Jakuba znaczącym na terenie Frankonii sanktuarium.
Pierwotnie relikwia Krwi Pańskiej znajdowała się w wykonanym dla niej ostensorium (rodzaj relikwiarza) w kształcie krzyża, wykonanym po 1270 r. W 1499 rada miasta Rothenburga z ówczesnym burmistrzem Erhartem Harscherem podjęła decyzję wzniesienia specjalnie dla relikwii nowego monumentalnego ołtarza. Pracę polecono pochodzącemu z Heilbad Heiligenstadt i prowadzącemu w Würzburgu swój wielki warsztat Tilmanowi Riemenschneiderowi, z którym 15 kwietnia 1501 zleceniodawcy dzieła podpisali kontrakt na wykonanie dzieła. 8 maja 1502 uroczyście umieszczono Krew Chrystusa na zwieńczeniu nowego retabulum ołtarzowego, choć prace przy ołtarzu nadal trwały do 1505. Zważywszy na miejsce, znaczenie relikwii, oraz wielkość dzieła artysta otrzymał niewielką zapłatę – 60 guldenów. Prawdopodobnie było to zależne od monochromii snycerki, pozbawionej jakiejkolwiek dekoracji malarskiej. Po reformacji we Frankonii miała miejsce wojna chłopska, w której Tilman Riemenschneider opowiedział się po stronie buntowników, co przypłacił torturami i więzieniem w twierdzy Marienberg; co więcej, wiedząc o zdolnościach artystycznych Tilmana, Konrad von Thüngen – ówczesny arcybiskup Würzburga – polecił połamać artyście ręce.
Los ołtarza Świętej Krwi potoczył się inaczej; pozorny brak przepychu, w szczególności polichromii, spowodowały, iż tryptyk był mniej wystawiony na ataki wrogów idolatrii i ocalał.

## Wygląd

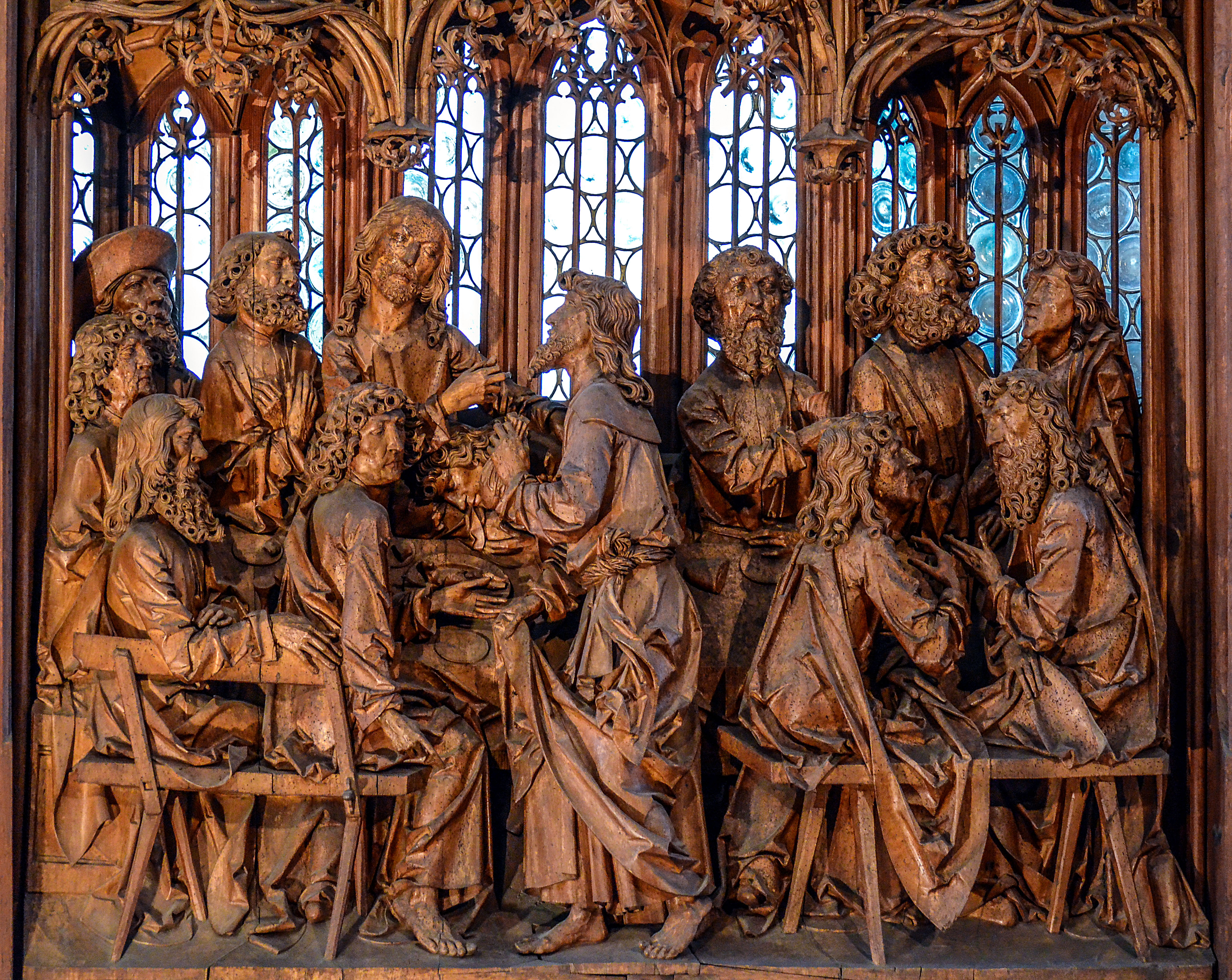
Ostatnia Wieczerza – część środkowa ołtarza

Wykonany z drewna lipowego, wysoki na dziewięć metrów ołtarz umieszczony jest przy absydzie zamykającej południową nawę boczną fary rothenburskiej. Jest to tryptyk o wysokim zwieńczeniu i ażurowej trójarkadowej predelli, przy której stoją pełnoplastyczne figury – ukrzyżowany Chrystus adorowany przez dwa anioły trzymające w rękach Arma Christi kolumnę biczowania oraz krzyż). Powyżej znajduje się korpus ze sceną główną – Ostatnią Wieczerzą, którą tworzą pełnoplastyczne figury Jezusa Chrystusa i dwunastu apostołów otaczających stół. Para skrzydeł bocznych zawiera Wjazd Chrystusa do Jerozolimy (po lewej) i Modlitwę w Ogrojcu (po prawej), sceny te są płaskorzeźbione. Na niewielkich kwaterach wieńczących skrzydła znajdują się płaskorzeźbione popiersia świętych Zachariasza i Tomasza z Akwinu. Na podwyższonej osi korpusu ołtarza umieszczone jest srebrne, późnoromańskie ostensorium w formie krzyża z klejnotem wykonanym z kryształu górskiego mieszczącym relikwię Krwi Chrystusa. Ramiona krzyża zdobione są przez plakietki z grawerowanymi wyobrażeniami czterech ewangelistów. Krzyż ten podtrzymują dwa rzeźbione przez Tilmana anioły. Ukazane po bokach krzyża postaci Marii z Archaniołem Gabrielem tworzą scenę Zwiastowania. Krzyż i scena Zwiastowania są umieszczone pod baldachimami, na których wznoszą się trzy smukłe ażurowe wieżyczki wzbogacone zdynamizowanymi elementami architektury późnogotyckiej. Na środkowej znajduje się pełnoplastyczna figura Chrystusa Boleściwego.

## Analiza

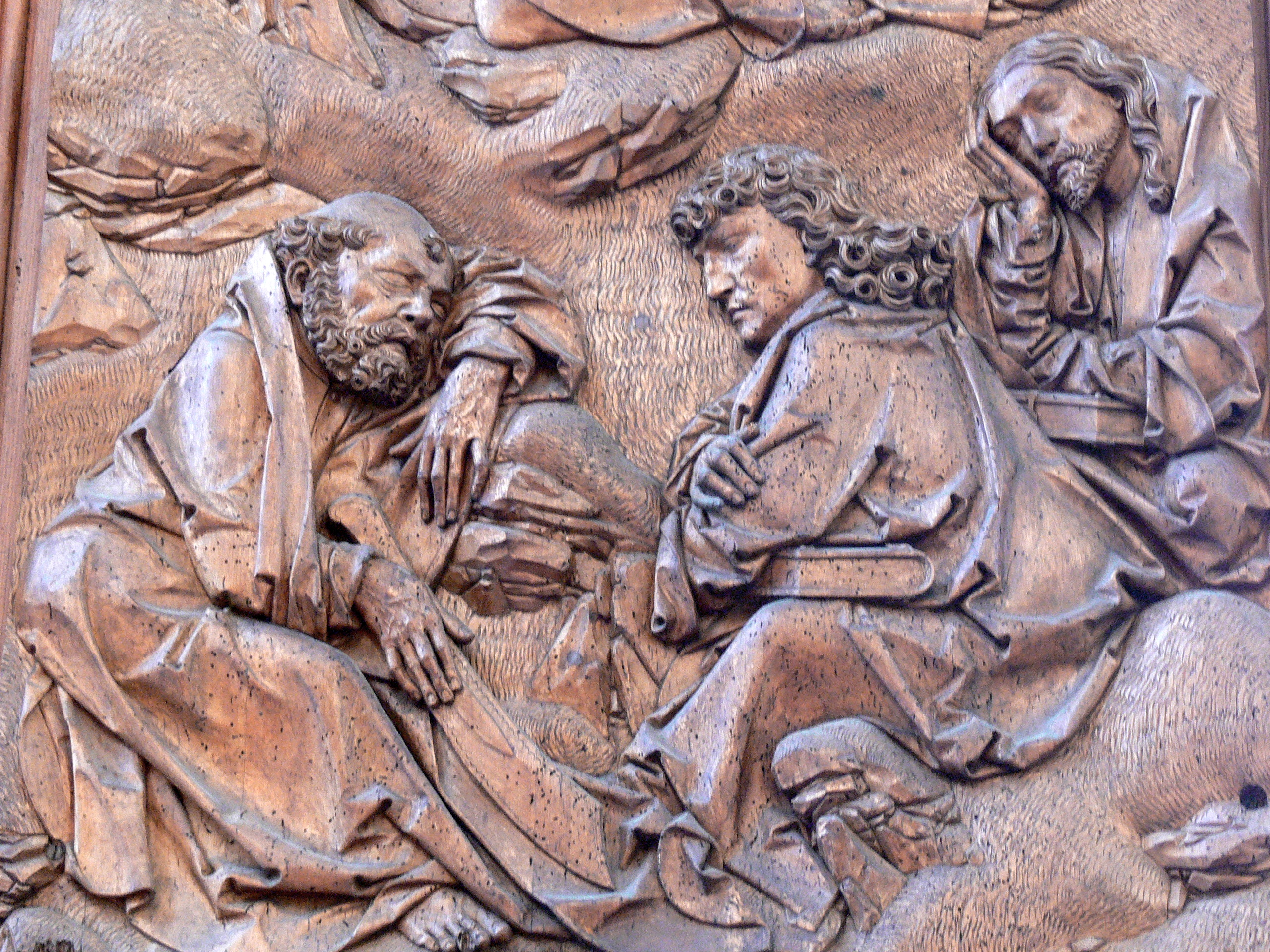
Fragment Modlitwy w Ogrojcu – na skrzydle prawym

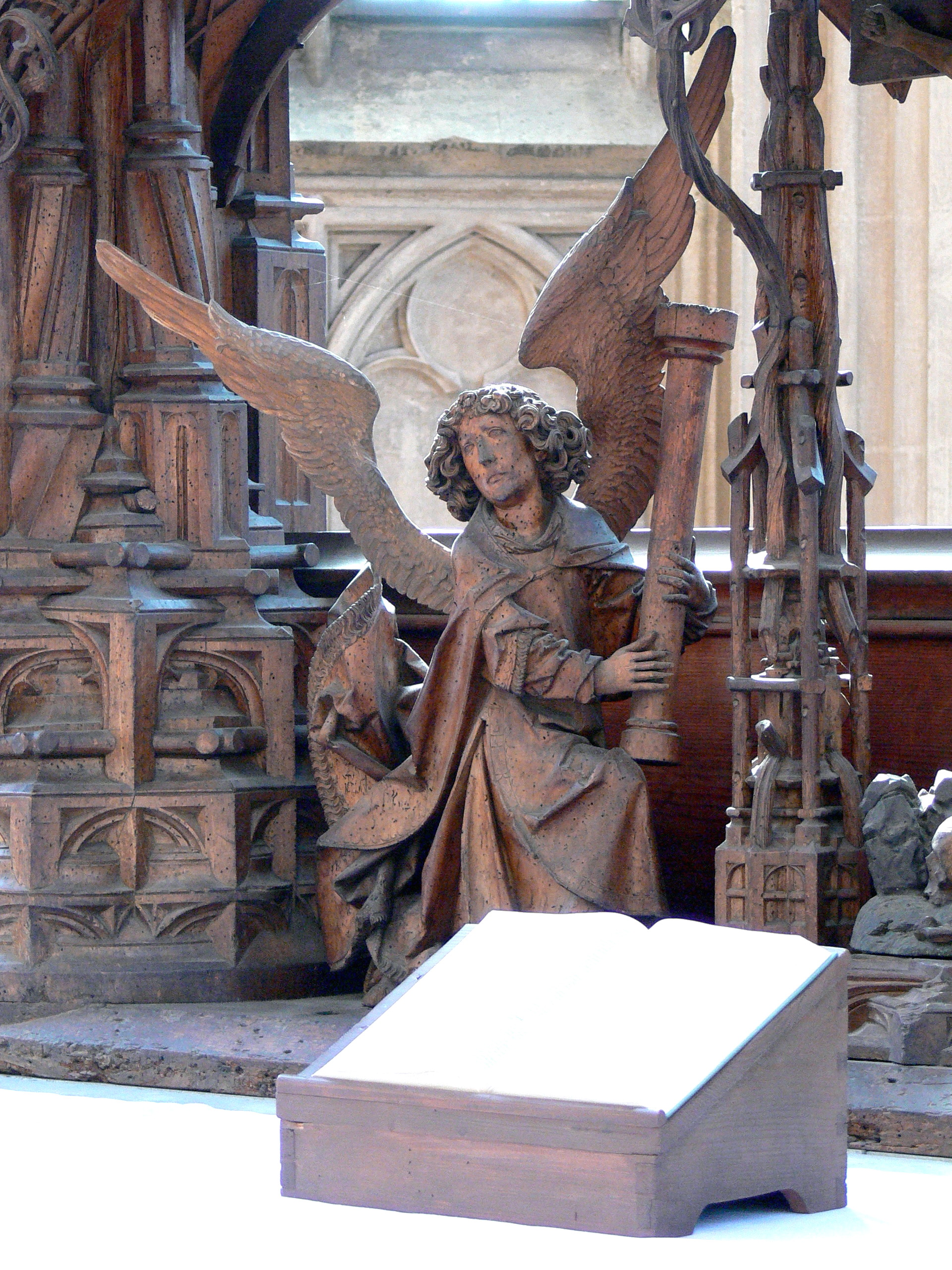
Anioł z predelli ołtarza

W treści ołtarza dominują wątki z Pasji Chrystusa, w których uwzględniono obecność Krwi Pańskiej. Cykl narracyjny rozpoczyna Zwiastowanie, a następnie Wjazd do Jerozolimy, kolejne sceny bezpośrednio odnoszą się do przelanej krwi Chrystusa. Scena główna ołtarza Ostatnia Wieczerza pozostaje w bezpośrednim związku z relikwią Krwi – to jest krew moja – Chrystus ustanowił tym samym Eucharystię.
W kompozycji ołtarza centralne miejsce zajmuje nie Zbawiciel, lecz ukazany w profilu Judasz Iskariota, ostentacyjnie pokazujący Nauczycielowi sakwę ze srebrnikami. Jest to zapowiedź zdrady, a w konsekwencji wydania Jezusa na śmierć krzyżową, która przyniesie zbawienie. Natomiast Chrystus kieruje wzrok ku Janowi – najmłodszemu spośród uczniów, którego przytula do lewego ramienia. Przedstawienie jaskrawo odmiennych związków pomiędzy obydwoma apostołami a Chrystusem unaocznia kolejny passus z Ewangelii św. Jana: "Piotr obróciwszy się zobaczył idącego za sobą ucznia, którego miłował Jezus, a który to w czasie uczty spoczywał na Jego piersi i powiedział: «Panie, kto jest ten, który Cię zdradzi?" (J 21, 20). Ponadto jeden z apostołów zasiadających przy stole wskazuje prawą ręką na stół ołtarzowy, co łączy Ostatnią Wieczerzę z kościelną Eucharystią. Dalszy ciąg narracji tworzy scena Modlitwy w Ogrojcu, gdzie Chrystus modli się, zwracając w stronę kielicha postawionego na wysokiej skale. W oddali podąża w stronę Zbawiciela grupa oprawców z Judaszem na czele. Natomiast scena ukrzyżowania jest ukazana na predelli, zaś pamiątka śmierci Chrystusa umieszczona jest w krzyżu relikwiarzowym. Powyżej jego Chrystus jako Vir Dolorum wskazuje ręką na przebity bok z którego wypłynęła krew.
Od strony formalnej dzieło to kryje cechy charakterystyczne dla Riemenschenidera. Przede wszystkim zamiłowanie twórcy do monochromatycznej snycerki (choć Tilman wykonywał realizacje z innych materiałów). Brak polichromii rekompensował wnikliwą analizą detalu i powierzchni drewna, jego sposób modelowania rzeźby miał na celu uzyskanie mocnego modelunku światłocieniowego. Zwracał uwagę na kąt padania światła, stąd predella, scena główna oraz zwieńczenie są wyjątkowo lekkie i oparte na „diafanicznej” konstrukcji. Uwagę zwraca tło Ostatniej Wieczerzy – tworzą je trzy wieloboczne absydy, których ściany są przeprute wielkimi ostrołukowymi oknami z dekoracją
maswerkową. Przez te okna pada prawdziwe światło, zaś układ ścian odpowiada architekturze kościoła, w którym znajduje się ołtarz. Lekkość części środkowej jest skontrastowana z ciężkimi skrzydłami bocznymi z reliefami. Postaci cechuje daleko idący naturalizm. Wraz z realistyczną obserwacją twarzy przeplatają się "zmanieryzowane" fałdy szat czy układy kosmyków zazwyczaj gęstych, kędzierzawych włosów czy brody. Fałdy szat cechuje silny dynamizm oraz dekoracyjność. Bogactwo dekoracji kumuluje się w zwieńczeniach poszczególnych skrzydeł – zdobią meandrycznie przeplatające się gałęzie z usychającymi liśćmi, co jest charakterystyczne dla późnogotyckiej rzeźby południowych krajów Rzeszy (Bawaria, Frankonia, Szwabia, Austria, Tyrol etc.).

## Literatura
- Michael Baxandall: Die Kunst der Bildschnitzer. Tilman Riemenschneider, Veit Stoß & ihre Zeitgenossen, München 2004.
- Iris Kalden-Rosenfeld: Tilman Riemenschneider und seine Werkstatt. Mit einem Katalog der allgemein als Arbeiten Riemenschneiders und seiner Werkstatt akzeptierten Werke, Königstein i. Ts. 2006.
- Claudia Lichte, Jürgen Lenssen: Tilman Riemenschneider: Werke seiner Blütezeit. Werke seiner Glaubenswelt, Regensburg 2004.
- Uwe Geese:Rzeźba gotycka Francji, Włoch, Niemiec i Anglii [w.] Rolf Toman (red.) Sztuka gotyku. Architektura. Rzeźba. Malarstwo, Köln 1998